# 覚信
覺信（かくしん、治暦元年（1065年） - 保安2年2月8日（1121年2月26日））は平安時代の法相宗の僧。摂政関白太政大臣・藤原師実の子。母は源則成の娘。一乗院大僧正と号した。
興福寺の頼信について出家。康和2年（1100年）興福寺別当に補任され、永久4年（1116年）大僧正に任ぜられた。南都（奈良）の僧が大僧正となるのは行基以来であった。一乗院本願。保安2年（1121年）に死去した。享年57。